# Sophie Alisch

Sophie Alisch beim offiziellen Wiegen vor einem Profiboxkampf am 15. Juni 2024 in Newcastle, England.

Sophie Alisch (* 8. November 2001 in Berlin) ist eine ehemalige deutsche Profiboxerin im Federgewicht. Sie strebt eine Karriere im professionellen Straßenradsport an.

## Amateurkarriere
Sophie Alisch verbrachte einen Großteil ihrer Kindheit mit ihrer Familie im österreichischen Kitzbühel. Im Alter von zehn Jahren begann sie zunächst mit dem Tennissport und wurde dort in den Tiroler Landeskader berufen. Nach ihrer Rückkehr nach Berlin begann sie im Alter von 13 Jahren mit dem Boxsport im Isigym Berlin. Nach sechs Monaten Boxtraining nahm Alisch mit einer Ausnahmegenehmigung des Berliner Boxverbands an den Deutschen Meisterschaften der Juniorinnen in Saarbrücken in der nächsthöheren Altersklasse teil und wurde Deutsche Vizemeisterin.
Sie wechselte im Juli 2015 zum Boxverband Mecklenburg-Vorpommern und wurde von da an im Bundesstützpunkt-Nachwuchs in Schwerin von Andy Schiemann und Michael Timm trainiert sowie weiterhin von ihrem Heimtrainer Alexander Wopilow in Berlin. In ihrem ersten Jahr in Schwerin wurde Sophie Alisch in den Kader der deutschen U17-Nationalmannschaft berufen. Auf nationaler Ebene entschied der Deutsche Boxsport-Verband aufgrund ihres Leistungsvermögens, dass Alisch die Altersklasse U17 komplett überspringt und in der nächsthöheren Klasse U19 antritt.
Im Oktober 2016 wurde sie im Federgewicht als 14-jährige deutsche U19-Meisterin und stellte damit einen Rekord für die jüngste Titelträgerin in der U19-Klasse in der Geschichte des deutschen olympischen Frauenboxens auf. Nach diesem Erfolg wurde sie in den Perspektiv-Kader Tokio 2020 des Deutschen Boxsport-Verbandes berufen. Alisch war dort die einzige Junioren-/Jugend-Boxerin. Der Perspektiv-Kader bestand ansonsten nur aus der Damenklasse „Elite“.
Im Juli 2017 trat Alisch bei den Junioren-Europameisterschaften in Sofia an und gewann eine Bronzemedaille. Im Oktober 2017 verteidigte sie die Deutsche Meisterschaft im Federgewicht und wurde dort als "Beste Technikerin" des Turniers ausgezeichnet. Im April 2018 gewann Alisch erneut Bronze bei einem internationalen Turnier. Diesmal bei den Jugend-Europameisterschaften im italienischen Roseto. Im August 2018 startete sie noch bei der Jugend-Weltmeisterschaft in Budapest, wo sie im Achtelfinale gegen die Russin Waleria Rodionowa ausschied.
Ihre Bilanz als Amateurboxerin beträgt 38 Siege und 4 Niederlagen.

## Profikarriere
Im Dezember 2018 wurde Sophie Alisch Profiboxerin. und unterzeichnete Alisch einen Vertrag beim deutschen Promoter Sauerland Event. Trainiert wurde sie zu Beginn ihrer Profikarriere von Torsten Schmitz, der unter anderem schon Regina Halmich betreute. Seit August 2020 wird Alisch wieder von ihren ehemaligen Amateurtrainern Andy Schiemann und Michael Timm betreut.
Sie gab ihr Profidebüt am 16. Februar 2019 in Koblenz gegen Sopo Kintsurashvili aus Georgien und gewann durch K. o. in der ersten Runde. Am 2. November 2019 bezwang Alisch in ihrem fünften Profikampf die ehemalige WM-Herausforderin Irma Balijagic Adler einstimmig nach Punkten.
Schon nach ihrem ersten Profijahr wurde Alisch vom Weltverband WBC als eine von sechs Boxerinnen weltweit als „Prospect of the Year“ nominiert. Im Februar 2020 eröffnete sie zudem in Berlin ihr eigenes SOPHIE ALISCH BXNG GYM. Für das Jahr 2020 erhielt sie eine erneute Nominierung zum „Prospect of the Year“ vom Weltverband WBC. Zuvor besiegte Alisch im September 2020 im Vorprogramm der World Boxing Super Series die Ungarin Edina Kiss einstimmig nach Punkten.
Im April 2022 unterschrieb Alisch als erste deutsche Boxerin einen internationalen Management-Vertrag mit 258 MGT, der Management-Firma des ehemaligen Schwergewichtsweltmeisters Anthony Joshua.
Im September 2022 wurde Alisch bei den Herqul Awards 2022 als „Boxerin des Jahres“ ausgezeichnet.
Im September 2024 verlängerte Sophie Alisch ihren bereits bestehenden Exklusivvertrag mit dem US-amerikanischen Promoter Wasserman um zwei weitere Jahre.
Im Juni 2025 gab Alisch ihren Rücktritt vom Boxsport bekannt. Sie wolle von nun an eine Profi-Karriere im Straßenradsport anstreben und gab die olympischen Sommerspiele in Los Angeles als großes Ziel an. Im Juli 2025 unterzeichnete Alisch einen Vertrag mit der CORSO Sports Marketing GmbH, um den Einstieg in den internationalen Profiradsport zu fördern.
| Jahr | Tag           | Gegner               | Ergebnis | Typ                    | Runden | Ort                                          |
| ---- | ------------- | -------------------- | -------- | ---------------------- | ------ | -------------------------------------------- |
| 2019 | 16. Februar   | Sopo Kintsurashvili  | Sieg     | KO                     | 1/4    | CGM Arena, Koblenz                           |
| 2019 | 6. April      | Alina Zaitseva       | Sieg     | Punktsieg (einstimmig) | 6/6    | CongressPark Wolfsburg                       |
| 2019 | 4. Mai        | Bojana Libiszewska   | Sieg     | Punktsieg (einstimmig) | 6/6    | Fraport Arena, Frankfurt                     |
| 2019 | 17. August    | Vanesa Caballero     | Sieg     | Punktsieg (einstimmig) | 6/6    | Friedrich-Ebert-Halle, Ludwigshafen am Rhein |
| 2019 | 2. November   | Irma Balijagic Adler | Sieg     | Punktsieg (einstimmig) | 8/8    | CGM Arena, Koblenz                           |
| 2020 | 26. September | Edina Kiss           | Sieg     | Punktsieg (einstimmig) | 8/8    | Plazamedia Studios, Ismaning                 |
| 2022 | 19. März      | Amel Anouar          | Sieg     | Punktsieg (einstimmig) | 6/6    | Tempodrom, Berlin                            |
| 2022 | 7. Mai        | Eva Cantos           | Sieg     | Punktsieg (einstimmig) | 6/6    | Sartory-Saal, Köln                           |
| 2023 | 31. März      | Gemma Ruegg          | Sieg     | Punktsieg              |        | York Hall, London                            |
| 2024 | 22. November  | Marina Sakharov      | Sieg     |                        |        | Walker Activity Dome, Newcastle upon Tyne    |